# 头带副绯鲤
头带副绯鲤（学名：Parupeneus chryserdros）为羊鱼科副绯鲤属的鱼类。分布于非洲东岸至太平洋中部诸岛以及西沙群岛、南沙群岛等，属于热带和亚热带底层鱼类。